# Campeonato Mundial de Ciclismo em Estrada de 1995
O Campeonato Mundial de Ciclismo em Estrada de 1995 tiveram lugar em Duitama, Colômbia de 4 a 8 de outubro de 1995. Foi a última edição na que teve lugar a prova em estrada da categoria amador e que, em 1996, foi substituída pelas provas de categoria sub-23.

## Resultados
| Event                       | Ouro                           | Ouro     | Prata                     | Prata     | Bronze                       | Bronze   |
| --------------------------- | ------------------------------ | -------- | ------------------------- | --------- | ---------------------------- | -------- |
| Provas masculinas           |                                |          |                           |           |                              |          |
| Homens - corrida em linha   | Abraham Olano · Espanha        | 7h09'55" | Miguel Indurain · Espanha | + 0'35"   | Marco Pantani · Itália       | s.t.     |
| Homens- contrarrelógio      | Miguel Indurain · Espanha      | 55'30"4  | Abraham Olano · Espanha   | + 0'48"97 | Uwe Peschel · Alemanha       | + 2'03"5 |
| Amadores - Estrada          | Danny Nelissen · Países Baixos | 4h52'39" | Daniele Sgnaolin · Itália | + 0'13"   | Víctor Becerra · Colômbia    | + 0'46"  |
| Provas femininas            |                                |          |                           |           |                              |          |
| Mulheres - corrida em linha | Jeannie Longo · França         | 2h37'45" | Catherine Marsal · França | + 0'38"   | Edita Pučinskaitė · Lituânia | + 1'56"  |
| Mulheres - contrarrelógio   | Jeannie Longo · França         | 44'27"3  | Clara Hughes · Canadá     | + 1'11"4  | Kathryn Watt · Austrália     | + 1'25"  |